# Метростанция „Княгиня Мария Луиза“
Метростанция „Княгиня Мария Луиза“ е станция от линия М2 на Софийското метро. Въведена е в експлоатация на 31 август 2012 г. Проектното име на станцията е „Банишора“ – на името на квартала, който обслужва.

## Местоположение
Метростанцията се намира под бул. „Княгиня Мария Луиза“ между бул. „Ген. Столетов“ и надлез „Надежда“. Станцията има два вестибюла с общо 4 вход/изхода.
| № | Име на вход/изход        | Достъпност          |
| - | ------------------------ | ------------------- |
| 1 | ж.к. Банишора            | ескалатор, асансьор |
| 2 | надлез Надежда           | ескалатор, асансьор |
| 3 | Пета градска болница     | ескалатор, асансьор |
| 4 | бул. Княгиня Мария Луиза | ескалатор, асансьор |

## Архитектурно оформление
Архитектурният проект е на арх. Сибел Япаджъ. Метростанцията е със странични перони, подземна, триотворна, с два реда колони на пероните. Поради преминаването на трасето под трамвайния тунел на надлез Надежда, станцията е с относително дълбоко заложение. Станцията има 2 вестибюла и четири наземни вход/изхода, по два от всяка страна на бул. „Княгиня Мария Луиза“. Над станцията е разположено ниво, предвидено за търговска дейност. Перонната зала е решена в бяло и светло зелено. Пероните са широки над 6 метра, като откъм коловозите всеки има колонада с широки колони.

## Връзки с градския транспорт

### Автобусни линии
Метростанция „Княгиня Мария Луиза“ се обслужва от 9 автобусни линии от дневния градски транспорт и 1 линия от нощния транспорт:
- Автобусни линии от дневния транспорт: 27, 60, 74, 77, 82, 85, 86, 101, 285
- Автобусни линии от нощния транспорт: N2

### Трамвайни линии
Метростанция „Княгиня Мария Луиза“ се обслужва от 5 трамвайни линии:
- Трамвайни линии: 1, 6, 7, 12, 27

### Тролейбусни линии
Метростанция „Княгиня Мария Луиза“ се обслужва от 1 тролейбусна линия:
- Тролейбусни линии: 11